# Personal Effects
Personal Effects (bra: Por Amor; prt: Por Amor...) é um filme independente de drama romântico americano-canadense-alemão de 2009 dirigido por David Hollander e estrelado por Michelle Pfeiffer, Ashton Kutcher e Kathy Bates. É baseado no conto "Mansion on the Hill" do livro Demonology, de Rick Moody. O filme estreou em Iowa City em 12 de dezembro de 2008, como parte de uma arrecadação de fundos para Iowa Flood Relief. O DVD foi lançado em 12 de maio de 2009.
O filme foi filmado na área de Vancouver, Colúmbia Britânica.

## Sinopse
Walter é um jovem lutador que tenta lidar com a morte brutal de sua irmã. Ele volta para casa para ajudar sua mãe, Glória e sua sobrinha. Depois de conseguir um emprego sem futuro no Mega Burger como uma galinha (usa um terno de galinha amarelo) que fica do lado de fora e oferece amostras para os pedestres que passam, ele conhece Linda, uma bela mulher mais velha que é viúva e trabalha como planejadora de casamentos. Seu marido alcoólatra foi assassinado por um amigo em um bar e ela tem um filho surdo e mudo chamado Clay, que sente falta do pai e reprimiu a raiva do assassino. Enquanto Linda e Walter tentam lidar com a dor e a frustração de sua perda, os dois se unem—suas tragédias compartilhadas geram um romance lindo e improvável. Walter torna-se amigo de Clay e o coloca no wrestling.[carece de fontes?]

## Elenco
- Michelle Pfeiffer como Linda
- Ashton Kutcher como Walter
- Kathy Bates como Gloria
- Spencer Hudson como Clay
- John Mann como Hank
- David Lewis como Brice
- Rob LaBelle como Camden
- Sarah Lind como Annie
- Jay Brazeau como Martin
- Brian Markinson como Finneran
- Jennifer Chan como Grace

### Elenco adicional
- Topher Grace como Clay (voz).

## Lançamento
Em março de 2009, foi lançado nos Estados Unidos.